# Secretaría General para la Unión Europea
La Secretaría General para la Unión Europea (SGUE) de España es el órgano directivo del Ministerio de Asuntos Exteriores, Unión Europea y Cooperación, adscrito a la Secretaría de Estado para la Unión Europea, que colabora con el Secretario de Estado en las funciones de asistencia al Ministro de Asuntos Exteriores en la formulación y ejecución de la política exterior de España en el ámbito de la Unión Europea, coordinando la actuación en esta de los órganos competentes de la Administración General del Estado.

## Historia
La Secretaría General fue creada por primera vez en agosto de 1985, bajo la denominación de «Secretaría General para las Comunidades Europeas», dependiente de la Secretaría de Estado homónima. Actuaba como un asistente del secretario de estado pues, además de coordinar las dos direcciones generales que poseía —de Coordinación Técnica Comunitaria y de Coordinación Jurídica e Institucional Comunitaria—, asumía todas aquellas que el superior le delegara.
Años después, en diciembre de 1995, con motivo de la entrada en vigor del Tratado de la Unión Europea, se renombró como «Secretaría General para la Unión Europea», y por aquel entonces se estructuraba mediante tres órganos directivos: la Dirección General de Coordinación Técnica para Asuntos de la Unión Europea, la Dirección General de Coordinación Jurídica e Institucional para Asuntos de la Unión Europea y un Gabinete Técnico. Sin embargo, el cambio de Gobierno unos meses después llevó a su supresión en mayo de 1996. La Secretaría General se fusionó con la Secretaría General de Política Exterior, dando lugar a la Secretaría General de Política Exterior y para la Unión Europea; además, la Subsecretaría del Departamento asumió alguna de sus funciones.
En la legislatura siguiente (2000-2004), se volvió a recuperar el órgano bajo la denominación de Secretaría General de Asuntos Europeos, con las mismas funciones y con tres direcciones generales (de Política Exterior para Europa; de Asuntos Generales y Técnicos de la Unión Europea; y de Coordinación del Mercado Interior y otras Políticas Comunitarias), así como otros de menor nivel. Se suprimió en abril de 2004.

Logotipo de la tercera presidencia española del Consejo de la Unión Europea (segundo semestre 2023).

Apenas dos meses después, en junio, se restableció de nuevo como Secretaría General para la Unión Europea, siendo estructurado a través de dos direcciones generales: de Integración y Coordinación de Asuntos Generales y Económicos de la Unión Europea y de Coordinación del Mercado Interior y otras Políticas Comunitarias, y tres subdirecciones generales: Gabinete Técnico, Subdirección General de Asuntos Institucionales de la Unión Europea y  Subdirección General de Asuntos de Justicia e Interior. Se mantuvo hasta la presidencia española del Consejo de la Unión Europea en 2010.
En septiembre de 2021 se abrió una cuarta etapa para este órgano. Con vistas a la presidencia española del Consejo de la Unión Europea en 2023, el nuevo ministro de Asuntos Exteriores, José Manuel Albares, en previsión del aumento de trabajo en el área de Unión Europea, lo reforzó recuperando la Secretaría General con su estructura tradicional.

## Estructura
De la Secretaría General dependen los siguientes órganos directivos:
- La Dirección General de Integración y Coordinación de Asuntos Generales de la Unión Europea.
  - La Subdirección General de Asuntos Institucionales.
  - La Subdirección General de Relaciones Exteriores y Asuntos Comerciales.
  - La Subdirección General de Asuntos Económicos y Financieros.
  - La Subdirección General de Asuntos de Justicia e Interior.
- La Dirección General de Coordinación del Mercado Interior y otras Políticas Comunitarias.
  - La Subdirección General de Asuntos Industriales, Energéticos, de Transportes y Comunicaciones, y de Medio Ambiente.
  - La Subdirección General de Asuntos Agrícolas, Pesqueros, Alimentarios y Marítimos.
  - La Subdirección General de Asuntos Sociales, Educativos, Culturales, y de Sanidad y Consumo.
  - La Subdirección General de Asuntos Jurídicos.

Asimismo, cuenta con un Gabinete Técnico para tareas de apoyo y asistencia directa a la persona titular de la Secretaría General.

## Titulares
- Carlos Westendorp y Cabeza (1985)[10]
- Luis Javier Casanova Fernández (1985-1988)[11]
- Rafael Pastor Ridruejo (1988-1991)[12]
- Francisco Javier Elorza Cavengt (1991-1994)[13]
- Francisco Javier Conde de Saro (1994-1996)[14]
- Carlos Bastarreche Sagües (2000-2002)[15]
- Alfonso María Dastis Quecedo (2002-2004)[16]
- Miguel Ángel Navarro Portera (2004-2010)[17]
- Pascual Ignacio Navarro Ríos (2021)[18]
- María Dolores Lledó Laredo (2021-2024)[19]
- David Navarro García (2024-2025)[20]
- Carlos Moreno Blanco (2025-presente)[21]